# 半程马拉松
半程马拉松、半馬拉松，簡稱半馬、21K、21.1K、13.1迈，是路程为21.0975公里的长跑比赛。

## 內容
半程马拉松是马拉松比赛路程的一半，比马拉松难度低，更容易上手，因此受到新长跑者的欢迎。半程马拉松赛通常与马拉松比赛同时举行，使用相同的出发点，晚开始，早结束。

## 世界纪录
半程马拉松记录由國際田徑總會确认。现在男子的最快紀錄是來自乌干达雅各布·基普利莫於2025/2/16的巴塞隆拿半程馬拉松以56分42秒完成，女子紀錄是2021/10/24在Valencia Half Marathon，來自衣索比亞的女子組冠軍Letesenbet Gidey以1小時2分52秒衝線，刷新女子半馬世界紀錄。